# 昆士兰大学724示威
昆士蘭大學724示威活動，是當地時間2019年7月24日（澳大利亞布里斯班時間UTC/GMT +10）發生在昆士蘭大學Great Court的學生示威事件。示威的三方為，由德鲁·帕夫洛發起的“抵制孔子學院及關注聲援香港、新疆人權狀況”的示威團體，由昆士蘭大學香港留學生自發組織的“反對逃犯條例修訂草案運動”示威隊伍，以及後由部分中國留學生（以大陸留學生為主；中华人民共和国駐布里斯本領館稱亦有香港學生參與其中）發起的“反國家分裂”示威隊伍。

## 背景
2019年，香港政府欲修訂“逃犯條例”，部分香港市民對此不滿，舉行游行示威。昆士蘭大學香港留學生自當年六月起組織成群體，多次在校園内組織主題爲“反逃犯條例，守衛香港”的和平示威活動。

## 事件經過

### 反修例示威者被襲擊
一名戴口罩的男子突然衝向正在示威中的德鲁·帕夫洛，雙方互相推搡，隨後，在某位中國大陸留學生的帶領下，中國大陸學生開始齊唱義勇軍進行曲，氣氛隨之變得十分激烈。及後，另一名戴口罩的男子企圖撕毀連儂牆及海報，並與示威者互相推撞，有示威者被叉頸攻擊，其後有警員到場維持秩序。
之後，雙方人士不斷以擴音器講述其主張，最後雙方在4點應校方要求下離開，沒有任何人被捕。